# Tarcisio Pacati
Tarcisio Pacati, e Aldebrando Ilario Leonida Pietro Angelo (Clusone, 12 settembre 1904 – Seriate, 12 ottobre 1960), è stato un politico italiano.

## Biografia
Il nonno di Tarcisio, Pietro, si era trasferito a Lizzola nella seconda metà dell'Ottocento per motivi di lavoro, e il padre, Francesco, che faceva il contadino ma che sapeva fare anche il falegname, si trasferì con la famiglia a Clusone dove divenne assessore del comune bergamasco, e qui nacque Tarcisio. Proprio dal padre prese la passione per la politica. La madre Carolina Pedrocchi era originaria di Rovetta e Tarcisio che era il secondogenito di tredici figli, malgrado le difficili condizioni economiche della famiglia, poté intraprendere i primi studi a Bergamo grazie all'aiuto degli zii don Pietro e don Giovanni che avevano compreso le ottime capacità scolastiche del giovane. Grazie ad una borsa di studio vinta all'Almo Collegio Borromeo, poté proseguire ulteriormente gli studi laureandosi presso l'università di Padova in ingegneria civile idraulica nel 1930. Ottenne poi a Bologna l'abilitazione all'insegnamento nelle scuole superiori in matematica e fisica e contemporaneamente esercitare l'attività di ingegnere.
Durante gli anni universitari fu attivo nella Federazione Universitaria Cattolica Italiana, organizzazione che non era filofascista e che per questo motivo era oggetto di incursioni squadriste - che aderivano ai GUF -. Tarcizio era simpatizzante della politica di don Luigi Sturzo e svolse attività di organizzatore presso il circolo Cattolico Professionisti di Bergamo.
Fu chiamato al servizio militare nel corpo di artiglieria ippotrainata frequentando il corso degli allievi ufficiali a Pra.
L'8 ottobre 1932 sposò Laura Gambirasio a Bergamo, nella chiesa di Santa Lucia, sua compagna fin dai tempi del liceo dalla quale ebbe cinque figli. Nei primi anni di matrimonio, per mantenere la famiglia, Tarcisio cercò lavoro come insegnante presso gli istituti scolastici pubblici cittadini, ma le sue idee politiche antifasciste gli precludessero l'accesso a ogni scuola, dovette quindi accettare le offerte che gli venivano proposte dalle scuole private. Ma le sue ricerche lo portarono a venire nominato segretario del CNR nel 1933, incarico che dovette lasciare due anni dopo sempre a causa delle sue idee politiche che non erano gradite al regime fascista.
Nel 1940 entrò a far parte dell'UNI che aveva sede a Milano dove fu incaricato della stesura degli standard di costruzione delle gru da porto e nel bienno '43-'44 fu associato a Gino Gini per la stesura delle Norme per i condizionamenti d'aria negli impianti civili e industriali, lavoro che fu poi pubblicato a Milano nel 1944.
Nel 1942 durante il secondo conflitto mondiale, Tarcisio fu richiamato alle armi venendo nominato capitano del 21º Reggimento Artiglieria Motorizzata della Divisione Trieste, e inviato prima a Piacenza e poi a Nettuno. Con la nascita del quarto figlio poté fare ritorno a casa..  Con la Repubblica di Salò, ottenne incarichi direttivi nel movimento di resistenza in Valcamonica e in alta Val Seriana, diventando presidente del Comitato Liberazione Nazionale di Clusone.
La sua vita pubblica ebbe un arresto il 25 aprile 1958 causa un infarto mentre presenziava a un comizio elettorale con l'onorevole Giovanni Battista Scaglia. I gravi publemi di salute lo obbligarono alla scelta di non ricandidarsi alle elezioni successive. In uno dei suoi ricoveri ospedalieri ricevette la visita del futuro papa Giovanni. Nel 1959 il comune di Clusone gli conferì una medaglia di benemerenza, e nel maggio del 1960 ricevette la visita del Presidente della Repubblica in visita a Bergamo Giovanni Gronchi.
La sua ultima attività pubblica fu quella di partecipare all'assemblea generale del consorzio dei comuni bergamaschi del BIM nel febbraio del 1960. Il 2 ottobre del medesimo anno a soli 56 anni, Tarcisio Pacati morì nella sua abitazione bergamasca a causa di un ulteriore attacco cardiaco.

### Cariche pubbliche
Dopo il secondo conflitto mondiale venne eletto consigliere comunale a Clusone e capo di maggioranza, con incarico di assessore dei lavori pubblici, incarico che gli fu conferito anche quando fu eletto assessore della amministrazione provinciale di Bergamo inoltre la sua laurea in ingegneria idraulica e civile gli permise di entrare come membro dell'Unione Nazionale dei Comuni e enti montani diventando poi presidente di commissione.
Durante la prima legislatura repubblicana venne eletto deputato per il collegio di Bergamo-Brescia, così come nella seconda con incarichi in materia di lavori pubblici. La sua origine lo portò ad accettare incarichi parlamentari dedicati al territorio montano, provvedendo con normative alla maggior tutela dell'ambiente e dei suoi abitanti; suo sarà il sostegno alla legge 959 del 27.12.1935 sui sovraccanoni elettrici a carico dei concessionari di impianti elettrici con la costituzione dei consorzi dei bacini imbriferi in ogni provincia, a cui aderì il 90% dei comuni montani. Da questi comuni nacque nel 1955 il Consorzio del Bacino Imbrifero Montano del Lago di Como e fiumi Brembo e Serio di cui fu il primo presidente.
In una nota autobiografica scrisse:
Un suo intervento in parlamento costituisce un vivo racconto della montagna povera e abbandonata:
(Tarcisio Pacati - Discorso alla Camera dei Deputati)

## Commemorazioni
Dopo la sua morte, l'11 maggio 1962, all'Università di Bergamo presso l’Ateneo di Scienze, venne tenuta una seduta pubblica in suo ricordo presieduta dall'onorevole Giuseppe Belotti. La commemorazione avvenne anche nella sede del Parlamento il 4 ottobre del medesimo anno presieduta dall'onorevole Alcide Malagugini.
Il 18 giugno 1959 Clusone, gli consegnò la medaglia d'oro di benemerenza Civica intitolandogli una via, e l'istituto tecnico scolastico superiore gli venne dedicato.
Il Bacino Imbrifero del lago di Como e fiumi Brembo e Serio istituirono borse di studio per studenti meritevoli residenti nei comuni del consorzio. La città di Bergamo gli dedicò, con una pubblica cerimonia, una piazza nel 2003, zona Monterosso, e una via il comune di Valbondione, paese d'origine della famiglia paterna.